# 上北沢
上北沢（かみきたざわ）は、東京都世田谷区の町名。住居表示実施済み。現行行政地名は上北沢一丁目から上北沢五丁目。住居表示実施済区域。

## 地理
東京都世田谷区北辺のほぼ中央に位置し、烏山地域に属する。南から一・二・三丁目、京王線の線路を挟んで四丁目、北側の五丁目は杉並区に突き出している。東で桜上水、南で船橋、西で八幡山、北で杉並区上高井戸・下高井戸と隣接する。一丁目は住宅地が多くを占める。二丁目は東京都立松沢病院、東京都立中部総合精神保健センターが大部分を占めており、居住人口は162人（2019年1月1日現在）と少ない。三丁目は上北沢駅から延びる直線道路から特徴的に延びる放射状の区画に沿って、大正時代に開発された歴史ある高級住宅地が広がっており、通称“肋骨通り”と呼ばれる街路の桜並木は「せたがや百景」にも選ばれている。四丁目は京王線上北沢駅の北側に位置しており、三丁目側から続く商店街があるが、北側の四丁目の方が商店が多く栄えており、また京王線八幡山駅に隣接するエリアにはスーパーマーケット（オオゼキ八幡山店）や小規模のモール（京王リトナード八幡山）などがあり商業地域として賑わいを見せる。五丁目は東、西、北の3方を杉並区上高井戸および下高井戸に囲まれている。
なお、町域のうち上北沢一丁目が「世田谷西部地域上北沢・桜上水・八幡山地区地区計画」に、上北沢五丁目が世田谷区環状八号セ上北沢五丁目地区沿道計画に指定されている。

### 河川
河川については、北沢川の水源に当たる。地形的には、平坦な部分が多くを占め、北から南に向けて下る傾向がある。

### 地価
住宅地の地価は、2025年（令和7年）1月1日の公示地価によれば、上北沢3-20-7の地点で65万3000円/m2となっている。ｖ

## 歴史
旧：武蔵国荏原郡上北沢村。1889年（明治22年）に松原村、赤堤村との合併により松沢村大字上北沢。1932年（昭和7年）、東京市編入により世田谷区上北沢一丁目から三丁目。1966年（昭和41年）10月1日、住居表示施行により旧・上北沢二丁目の一部と上北沢三丁目のほぼ全域を合わせ、現行の上北沢一丁目から五丁目までが誕生した。残りの旧：上北沢一丁目のほぼ全域と上北沢二丁目の一部は桜上水となり、また一部は赤堤と宮坂に編入し境界整理した。
住宅地は関東大震災をきっかけに整備された。手掛けた第一土地建物の木村泰治は、帝都復興院総裁の後藤新平が台湾総督時代に大正町 (台北市)造成をともに手掛けた仲で、道の配置や並木などに類似が見られるという。

## 世帯数と人口
2025年（令和7年）1月1日現在（世田谷区発表）の世帯数と人口は以下の通りである。
| 丁目         | 世帯数    | 人口     |
| ------------ | --------- | -------- |
| 上北沢一丁目 | 2,129世帯 | 4,193人  |
| 上北沢二丁目 | 118世帯   | 133人    |
| 上北沢三丁目 | 1,433世帯 | 2,722人  |
| 上北沢四丁目 | 3,077世帯 | 4,630人  |
| 上北沢五丁目 | 3,016世帯 | 5,211人  |
| 計           | 9,773世帯 | 16,889人 |

### 人口の変遷
国勢調査による人口の推移。
| 年                 | 人口   |
| ------------------ | ------ |
| 1995年（平成7年）  | 15,159 |
| 2000年（平成12年） | 15,770 |
| 2005年（平成17年） | 15,808 |
| 2010年（平成22年） | 16,088 |
| 2015年（平成27年） | 16,504 |
| 2020年（令和2年）  | 17,795 |

### 世帯数の変遷
国勢調査による世帯数の推移。
| 年                 | 世帯数 |
| ------------------ | ------ |
| 1995年（平成7年）  | 7,012  |
| 2000年（平成12年） | 7,721  |
| 2005年（平成17年） | 8,173  |
| 2010年（平成22年） | 8,344  |
| 2015年（平成27年） | 8,867  |
| 2020年（令和2年）  | 9,617  |

## 学区
区立小・中学校に通う場合、学区は以下の通りとなる（2024年8月現在）。
| 丁目         | 番地     | 小学校                 | 中学校               |
| ------------ | -------- | ---------------------- | -------------------- |
| 上北沢一丁目 | 全域     | 世田谷区立八幡山小学校 | 世田谷区立緑丘中学校 |
| 上北沢二丁目 | 全域     | 世田谷区立上北沢小学校 | 世田谷区立緑丘中学校 |
| 上北沢三丁目 | 全域     | 世田谷区立上北沢小学校 | 世田谷区立緑丘中学校 |
| 上北沢四丁目 | 全域     | 世田谷区立上北沢小学校 | 世田谷区立緑丘中学校 |
| 上北沢五丁目 | 1～43番  | 世田谷区立上北沢小学校 | 世田谷区立緑丘中学校 |
| 上北沢五丁目 | 44〜52番 | 世田谷区立武蔵丘小学校 | 世田谷区立烏山中学校 |

## 交通

### 鉄道

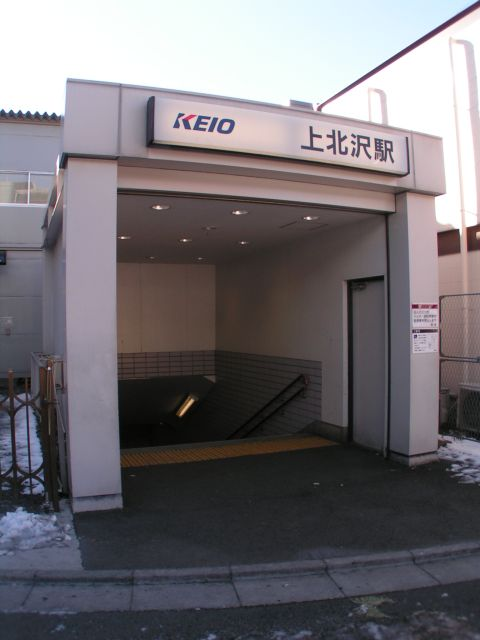
上北沢駅南口（2005年1月2日）

地区の大部分が京王線上北沢駅が、二丁目と五丁目の一部は八幡山駅が、四丁目の一部は桜上水駅が最寄駅となる。

### バス
関東バス上北沢5丁目バス停が町域内にあるほか、上北沢駅最寄として上北沢公園バス停（京王バス・小田急バス）がある。
また、上北沢駅の北口には、杉並区南北バス交通「すぎ丸」が乗り入れる。
- 京王バス東世田谷営業所（主に新宿駅発着の高速バス・深夜急行バスを管理）

### 道路交通
大きな道路としては、五丁目に環八通り、四・五丁目の境に甲州街道（国道20号）、二丁目と八幡山との境に赤堤通り、一丁目と桜上水との境に荒玉水道道路がある。
- 国道20号
- 東京都道311号環状八号線
- 東京都道428号高円寺砧浄水場線（荒玉水道道路）
- 赤堤通り（一部古府中道）
- 都市計画道路補助第215号線

## 事業所
2021年（令和3年）現在の経済センサス調査による事業所数と従業員数は以下の通りである。
| 丁目         | 事業所数  | 従業員数 |
| ------------ | --------- | -------- |
| 上北沢一丁目 | 38事業所  | 524人    |
| 上北沢二丁目 | 11事業所  | 1,748人  |
| 上北沢三丁目 | 81事業所  | 639人    |
| 上北沢四丁目 | 176事業所 | 1,339人  |
| 上北沢五丁目 | 58事業所  | 1,431人  |
| 計           | 364事業所 | 5,681人  |

### 事業者数の変遷
経済センサスによる事業所数の推移。
| 年                 | 事業者数 |
| ------------------ | -------- |
| 2016年（平成28年） | 358      |
| 2021年（令和3年）  | 364      |

### 従業員数の変遷
経済センサスによる従業員数の推移。
| 年                 | 従業員数 |
| ------------------ | -------- |
| 2016年（平成28年） | 4,018    |
| 2021年（令和3年）  | 5,681    |

## 一般施設

### 商業施設
- 京王リトナード八幡山東側
  - サーティワンアイスクリーム - 経堂店からの機能移転
  - 啓文堂書店 八幡山店（住所は上北沢）
  - 三菱UFJ銀行八幡山駅前出張所
- オオゼキ八幡山店
- サミット上北沢店 - 八幡山店（上高井戸）は統廃合
- ヤマダデンキテックランド東京本店
- セブンイレブン世田谷上北沢駅前店
- セブンイレブン世田谷上北沢一丁目店
- ファミリーマート上北沢駅前南口店

## 公共・文化施設
- 世田谷区上北沢まちづくり出張所
- 上北沢区民センター
- 上北沢図書館
- 上北沢児童館
- 賀川豊彦記念松沢資料館

### 教育・体育施設
- 上北沢保育園
- ちいさなおうち保育園
- いずみの園保育園
- 松沢保育園
- 上北沢小学校
- 上北沢自動車学校(廃校)

### 保健福祉
- 東京都立松沢病院
- 中部総合精神保健センター（東京都福祉保健局）
- 上北沢特別養護老人ホーム

### 公園・緑地
- 上北沢公園
- 上北沢一丁目公園
- 上北沢五丁目公園
- 将軍池公園
- 松沢公園
- 松沢けやき公園
- みどりの広場（上北沢四丁目）
- 緑の広場（上北沢五丁目）
- 上北沢やのかみ広場（上北沢五丁目）

### 警察・消防関連
- 警視庁成城警察署上北沢交番
- 警視庁成城警察署八幡山駐在所
- 東京消防庁世田谷消防署上北沢出張所

#### かつて存在した施設
- 中央卸売市場松原分場（上北沢五丁目）
→現在は東京都水道局の管理地となり「高井戸給水所」として工事中
- 社会保険庁桜上水研修所（上北沢一丁目）
→マンション（クラッシィハウス上北沢）

## 神社・仏閣
- 山谷稲荷神社
- 長徳寺（浄土真宗本願寺派）

## その他

### 日本郵便
- 郵便番号 : 156-0057[2]（集配局 : 千歳郵便局[16]）。